# Източен Китай
 Източен Китай  (на китайски: 华东, на пинин: Huádōng) – географска област, обхващаща източната крайбрежна зона на Китай.
Включва провинциите: Анхой, Фудзиен, Дзянсу, Дзянси, Шандун и Джъдзян, а също Градове на централно подчинение в КНР в Шанхай.
КНР претендира, че Тайван е част от Източен Китай.